# Lilly e Lana Wachowski
Lilly Wachowski (anteriormente Andrew Paul "Andy" Wachowski em 29 de dezembro de 1967) e Lana Wachowski (anteriormente Laurence "Larry" Wachowski em 21 de junho de 1965), duas irmãs cineastas coletivamente conhecidas como The Wachowskis, são diretoras, produtoras e roteiristas de Chicago, Illinois, nos Estados Unidos.
A consagração definitiva de Lilly e Lana veio pela trilogia cinematográfica Matrix (na época deste filme, ainda eram chamadas de Andy e Larry), sucesso de bilheteria e de crítica. Em 2012, foi lançado Cloud Atlas com roteiro, direção e produção delas. O filme foi estrelado por Tom Hanks e Halle Berry e conta seis diferentes histórias que vão desde o século XVIII até um futuro pós-apocalíptico.
Em 2014, lançaram o filme Jupiter Ascending, primeira criação original da dupla desde Matrix. O filme seria o primeiro de uma trilogia, mas não foi bem sucedido e não há planos de produzir continuações. No ano seguinte, fizeram sua estreia na Netflix com a série Sense8, cujo enredo foca em oito pessoas bem diferentes ao redor do mundo que compartilham uma violenta visão telepática e se conectam a partir desse evento.

## Educação e primeiros passos das carreiras
Lana nasceu em Chicago em 1965 e, dois anos e meio mais tarde, em 1967, Lilly nasceu. A mãe, Lynne, era uma enfermeira e pintora, enquanto seu pai, Ron Wachowski, era um empresário com descendência polonesa. O tio era o ator e produtor vencedor dos Prêmios Emmy do Primetime Laurence Luckinbill. Lana e Lilly tem outras duas irmãs.
Lana e Lilly estudaram na Kellogg Elementary School na região de Beverly de Chicago e, em 1983 e 1985, graduaram-se na Whitney M. Young Magnet High School, que apresentava um currículo de artes e ciências. Colegas se recordam das duas jogando Dungeons & Dragons e participando do teatro da escola.
Em 1993, as duas escreveram histórias do personagem Ectokid da Marvel Comics e Lana recebeu os créditos.
Ron e Lynne morreram com cinco semanas de diferença, no final da década de 2010.

## Carreiras no cinema e na televisão

### Primeiros projetos de cinema
Um dos primeiros roteiros escritos pelas duas foi Assassinos em 1994, que foi dirigido por Richard Donner e lançado em 1995. O filme apresenta elementos de ação e tecnologia, além de questões de existência, traços que seriam incorporados mais tarde em Matrix.
O próximo projeto trabalhado foi o suspense neo-noir de 1996 Bound. Elas escreveram e fizeram sua estreia como diretoras. A obra se tornou pioneiro ao exibir uma relação de pessoas do mesmo sexo, mas em fazer disso o tópico principal do filme.

### FranquiaMatrix
Matrix é um filme de ficção-científica de 1999 que se tornou uma grande influência para o gênero e para os efeitos especiais. O filme estrelado por Keanu Reeves venceu quatro Óscar e popularizou o efeito especial Bullet time.
Após o sucesso do filme, as irmãs dirigiram as sequências Matrix Reloaded e The Matrix Revolutions, ambos lançados em 2003.

## Transexualidade

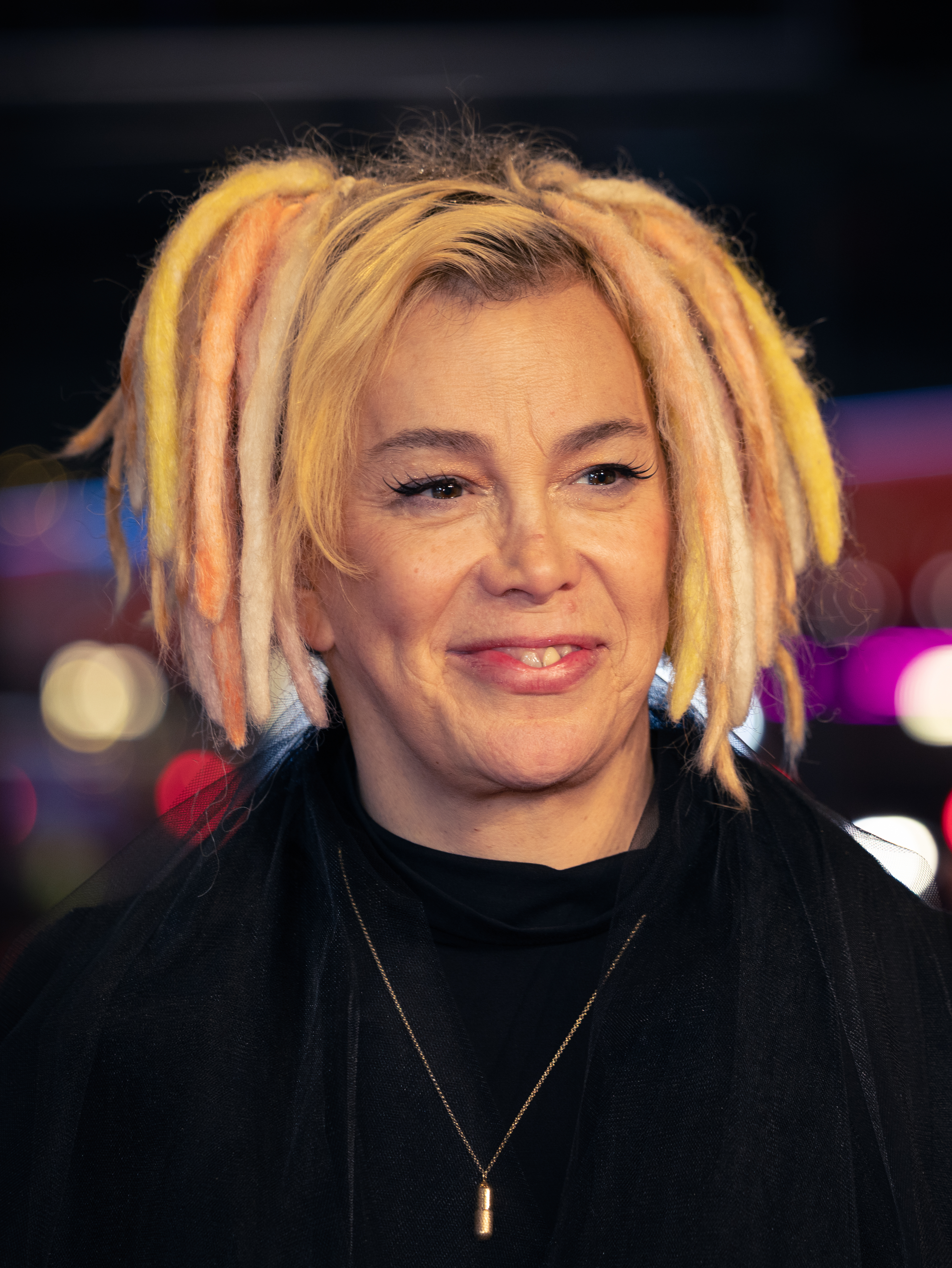
Lana Wachowski em 2025.

As irmãs Wachowski são mulheres transgênero. Lilly (anteriormente Andy) assumiu publicamente pela primeira vez no dia 8 de Março de 2016, quatro anos após a irmã Lana (anteriormente Larry), ter feito o mesmo em 2012. Lilly, que já tinha contado o fato para a família e amigos, mas tornou público seu gênero através de uma entrevista concedida ao jornal britânico Daily Mail no dia Internacional das Mulheres. Há algum tempo, a imprensa já especulava sua possível mudança, e isso fez com que a cineasta se adiantasse antes de ser descoberta pela mídia.

## Filmografia
| Ano       | Filme                    | Creditadas como | Creditadas como | Creditadas como |
| Ano       | Filme                    | Diretoras       | Roteiristas     | Produtoras      |
| --------- | ------------------------ | --------------- | --------------- | --------------- |
| 1995      | Assassins                |                 | Sim             |                 |
| 1996      | Bound                    | Sim             | Sim             | Sim             |
| 1999      | Matrix                   | Sim             | Sim             | Sim             |
| 2003      | Matrix Reloaded          | Sim             | Sim             | Sim             |
| 2003      | Matrix Revolutions       | Sim             | Sim             | Sim             |
| 2003      | Animatrix                |                 | Sim             | Sim             |
| 2006      | V de Vingança            |                 | Sim             | Sim             |
| 2007      | Invasores                |                 | Sim             |                 |
| 2008      | Speed Racer              | Sim             | Sim             | Sim             |
| 2009      | Ninja Assassin           |                 |                 | Sim             |
| 2013      | Cloud Atlas              | Sim             | Sim             | Sim             |
| 2015      | Jupiter Ascending        | Sim             | Sim             | Sim             |
| 2015–2018 | Sense8                   | Sim             | Sim             | Sim             |
| 2021      | The Matrix Resurrections | Lana            | Lana            | Lana            |